# Trofeo Porreras-Felanich-Las Salinas-Campos 2017
La 26ª edición del Trofeo Porreras-Felanich-Las Salinas-Campos se llevó a cabo del 26 de enero de 2017. Fue el primer trofeo de la Challenge Ciclista a Mallorca 2017 y la primera prueba del UCI Europe Tour 2017.
El trofeo fue ganado al sprint por el alemán André Greipel (Lotto-Soudal) por delante del belga Jonas Van Genechten (Cofidis, Solutions Crédits) y del británico Daniel McLay (Fortuneo-Vital Concept).

## Equipos participantes
| WorldTeams (4)- Bora-Hansgrohe - Lotto-Soudal - Movistar Team - Sky Equipos continentales profesionales (6)- Caja Rural-Seguros RGA - Cofidis, Solutions Crédits - Fortuneo-Vital Concept - Gazprom-RusVelo - Novo Nordisk - Roompot-Nederlandse Loterij Equipos continentales (6)- Amore & Vita-Selle SMP-Fondriest - Bolivia - Burgos-BH - Euskadi Basque Country-Murias - Inteja-Dominican - Nice Cycling Team Equipos nacionales (3)- Alemania - España - Gran Bretaña |
| |

## Clasificación final
| \| Clasificación general \| Clasificación general \| Clasificación general \| Clasificación general \| Clasificación general \| \| Ciclista \| Ciclista \| Equipo \| Tiempo \| \| \| --------------------- \| ------------------------ \| --------------------------- \| --------------------- \| --------------------- \| \| 1.º \| André Greipel \| Lotto-Soudal \| 3 h 41 min 35 s \| \| \| 2.º \| Jonas Van Genechten \| Cofidis, Solutions Crédits \| + 0 s \| \| \| 3.º \| Daniel McLay \| Fortuneo-Vital Concept \| + 0 s \| \| \| 4.º \| Matteo Pelucchi \| Bora-Hansgrohe \| + 0 s \| \| \| 5.º \| Raymond Kreder \| Roompot-Nederlandse Loterij \| + 0 s \| \| \| 6.º \| Jonathan Dibben \| Team Sky \| + 0 s \| \| \| 7.º \| Aleksandr Porsev \| Gazprom-RusVelo \| + 0 s \| \| \| 8.º \| Coen Vermeltfoort \| Roompot-Nederlandse Loterij \| + 0 s \| \| \| 9.º \| Łukasz Wiśniowski \| Team Sky \| + 0 s \| \| \| 10.º \| Vicente García de Mateos \| España \| + 0 s \| \| |                          |                             |                 |
| |                          |                             |                 |
| Fuentes: ProCyclingStats Cycling Quotient Cycling Archives |                          |                             |                 |
| Clasificación general |                          |                             |                 |
| Ciclista | Ciclista                 | Equipo                      | Tiempo          |
| 1.º | André Greipel            | Lotto-Soudal                | 3 h 41 min 35 s |
| 2.º | Jonas Van Genechten      | Cofidis, Solutions Crédits  | + 0 s           |
| 3.º | Daniel McLay             | Fortuneo-Vital Concept      | + 0 s           |
| 4.º | Matteo Pelucchi          | Bora-Hansgrohe              | + 0 s           |
| 5.º | Raymond Kreder           | Roompot-Nederlandse Loterij | + 0 s           |
| 6.º | Jonathan Dibben          | Team Sky                    | + 0 s           |
| 7.º | Aleksandr Porsev         | Gazprom-RusVelo             | + 0 s           |
| 8.º | Coen Vermeltfoort        | Roompot-Nederlandse Loterij | + 0 s           |
| 9.º | Łukasz Wiśniowski        | Team Sky                    | + 0 s           |
| 10.º | Vicente García de Mateos | España                      | + 0 s           |

## Clasificaciones secundarias
El resto de las clasificaciones fueron las siguientes:
- Montaña:  Pablo Torres (Burgos-BH)
- Metas Volantes:  Pablo Torres (Burgos-BH)
- Sprints Especiales:  Kersten Thiele (Selección de Alemania)
- Combinada:  Yevgueni Shalunov (Gazprom-RusVelo)
- Equipos:  (Selección de España)